# 薩德爾布魯克 (亞利桑那州)
薩德爾布魯克（英語：Saddlebrooke）是位於美國亞利桑那州皮納爾縣的一個人口普查指定地區。根據2010年美國人口普查，該地人口為9614人，而該地的面積約為75.75平方千米。

## 地理
薩德爾布魯克的座標為32°32′25″N 110°51′21″W / 32.54028°N 110.85583°W，而該地最高點為海拔高度1067米（即3500英尺）。